# Acalolepta semidegenera
Acalolepta semidegenera är en skalbaggsart som beskrevs av Hayashi 1981. Acalolepta semidegenera ingår i släktet Acalolepta och familjen långhorningar.
Artens utbredningsområde är Nepal. Inga underarter finns listade i Catalogue of Life.